# خفاش میوه‌خوار بینی‌لوله‌ای گوش‌گرد
خفاش میوه‌خوار بینی‌لوله‌ای گوش‌گرد (نام علمی: Nyctimene cyclotis) نام یک گونه از سرده خفاش‌های میوه‌خوار بینی‌لوله‌ای است.